# Agustín Cebreco
Agustín Cebreco Sánchez (El Cobre, 25 de mayo de 1855-La Habana, 19 de diciembre de 1924) fue un militar y político cubano, mayor general del Ejército Mambí.

## Orígenes y guerra de los Diez Años
Agustín Cebreco Sánchez nació en el poblado de El Cobre, perteneciente al municipio de Santiago de Cuba, el 25 de mayo de 1855.
El 10 de octubre de 1868 estalló la Guerra de los Diez Años (1868-1878), primera guerra por la independencia de Cuba.
Cebreco se levantó en armas, sin tener todavía quince años, y se incorporó a las tropas del entonces teniente coronel José Maceo. Posteriormente, combatió bajo las órdenes de los generales Antonio Maceo y Calixto García. Fue ascendido a comandante, a finales de octubre de 1876. Sus hermanos, Juan Pablo y José Candelario, también se unieron a las fuerzas independentistas cubanas.
El 10 de febrero de 1878, algunos oficiales cubanos firmaron con España el Pacto del Zanjón, que puso fin a la guerra, sin reconocer la independencia de Cuba. Antonio Maceo y la mayoría de los oficiales orientales se opusieron a tal pacto, entre ellos, los hermanos Cebreco. Los tres hermanos fueron ascendidos a teniente coronel, tras la Protesta de Baraguá, en marzo de 1878.

## Guerra Chiquita y Tregua Fecunda
Agustín Cebreco fue uno de los jefes de la región de Palma Soriano, durante la Guerra Chiquita (1879-1880), la segunda guerra por la independencia de Cuba. Apresado por el enemigo, el 1 de mayo de 1880, fue deportado a España, junto a otros patriotas cubanos capturados. Posteriormente, consiguió fugarse y se exilió en los Estados Unidos. Posteriormente, participó en el Plan Gómez-Maceo (1884-1886).

## Guerra Necesaria
El 24 de febrero de 1895 estalló la Guerra Necesaria (1895-1898), tercera guerra por la independencia de Cuba. El ya coronel Cebreco fue uno de los 23 expedicionarios de la goleta “Honor”, junto a los generales Antonio Maceo, José Maceo y Flor Crombet, que desembarcaron por Duaba, en abril de ese año, para unirse a la guerra. Tras el desembarco, los expedicionarios se dispersaron producto de la persecución enemiga.
Cebreco, tras encontrar y unirse a los mambises, fue encargado por Antonio Maceo de organizar varias brigadas en el Oriente del país. Fue ascendido a general de brigada (brigadier), el 3 de mayo de 1895. Participó en numerosas acciones de combate, entre ellas, la batalla de Sao del Indio, el 31 de agosto de 1895. En noviembre, prestó auxilio al desembarco del vapor “Horsa”, que transportaba al general Francisco Carrillo Morales.
Posteriormente, Cebreco participó en la batalla de Loma del Gato, el 5 de julio de 1896, donde murió su jefe, el mayor general José Maceo. El 14 de septiembre de ese mismo año, fue ascendido a general de división. Participó en el asedio de Santiago de Cuba y fue ascendido a mayor general el 18 de agosto de 1898, año en que terminó la guerra.

## Últimos años y muerte
El general Cebreco participó en la Asamblea Constituyente de 1901. Posteriormente, fue delegado a la Cámara de Representantes, cargo para el que fue reelecto dos veces.
Falleció en La Habana, el 19 de diciembre de 1924, a los sesenta y nueve años de edad. La Plaza de El Cobre lleva su nombre.